# احسن التقاسیم فی معرفة الاقالیم
احسن التقاسیم فی معرفة الاقالیم عنوان کتابی است از محمد بن احمد شمس‌الدین المقدسی که در رابطه جغرافیا و توضیح راجع به سرزمین‌های گوناگون نوشته شده است. کتاب او در مورد شهرهای اسلامی از کشور اسپانیا تا ترکستان و سند اطلاعات جغرافیایی فراوانی دارد. به گفته نویسنده کتاب، او تلاش زیاد و مسافرت‌های متعدی برای آفریدن کتاب متحمل شد.

## موضوع
کتاب احسن التقاسیم فی معرفة الاقالیم بر یک پیش گفتار و دو بخش تقسیم شده است. این کتاب به موضوعاتی همانند پیشگامان جغرافیا، بیان اصطلاحات، دریاها و ترسگاه‌هایش، رودخانه‌ها، شهرهای همنام، لهجه‌ها، ویژگیهای هر سرزمین، مذهب‌ها و دسته‌بندی آنها، راه‌ها، گنبد و بارگاه‌های افسانه‌ای، اقلیم‌ها و نمای کشور اسلام، اقلیم عربی، اقلیم عجمی، اقلیم بین‌النهرین، شام، مصر و مغرب، خاوران، دیلم، رحاب (ارمنستان، اران و گرجستان)، کوهستان (آذربایجان و کردستان و لرستان)، خوزستان، فارس، کرمان، بلوچستان و سند پرداخته است.